# Gonolobus breedlovei
Gonolobus breedlovei là một loài thực vật có hoa trong họ La bố ma. Loài này được L.O.Williams mô tả khoa học đầu tiên năm 1968.